# 44 Gatos
44 Gatos (44 Gatti en italiano) es una serie de televisión animada italiana creada por Iginio Straffi. Es producida y distribuida por Rainbow S.p.A. y coproducida por L'Antoniano di Bologna, en cooperación con Rai Ragazzi. El programa sigue las aventuras de cuatro gatitos que conforman un grupo musical llamado Los Buffycats, y sus tramas se centran en la amistad, altruismo, tolerancia y diversidad. La serie se estrenó en la cadena Rai Yoyo de Italia, el 12 de noviembre de 2018, y cuenta con 2 temporadas y un total de 104 episodios.

## Personajes

### Personajes principales
- Lampo: Es el cantante y guitarrista de los Buffycats; es atlético, rápido y siempre confiado. Tiene un poder especial: sus bigotes se rizan para señalar la dirección correcta donde está un objeto que busca.
- Milady: Es la bajista de la banda; es una gata blanca con ojos azules, inteligente y ágil. Milady tiene el poder de descubrir cuando alguien ha dicho una mentira, su pelaje cambia de color a rosa.
- Pilou: Es la baterista de los Buffycats; es dulce, sensible y cariñosa. A Pilou le encanta resolver misterios, buscando pistas con su lupa de detective.
- Meatball: Es el tecladista de la banda; es un gato grande y gordo. Su sueño es convertirse en un gato volador.
- Abuela Pina: Es la cuidadora de los gatos. Le encanta cocinar.
- Isotta: Es la nieta de la Abuela Pina, vivaracha y optimista. Es la única humana capaz de hablar con los gatos.

## Emisión
La serie comenzó a emitirse el 12 de noviembre de 2018 por medio del canal Rai Yoyo en Italia, y además, los episodios estrenaban vía web en el sitio rai.it (RaiPlay) desde tiempo antes, comenzando el 29 de octubre de 2018. Fuera de Italia, la serie se emite en España desde el 18 de febrero de 2019 por Nickelodeon, además se emitió por Clan TV entre el 18 de mayo y el 22 de junio de 2020. En cuanto a otros países, el 18 de marzo de 2019 la serie comenzó su emisión por el canal Discovery Kids en América Latina. Desde el 27 de mayo de 2019, la serie llegó a más países por medio del canal Nickelodeon, como lo fue en Indonesia y Francia, además de Estados Unidos, donde por el mismo canal la serie inició su emisión el 10 de junio de 2019. 
La temporada 2 estrenó el 2 de marzo de 2020 por medio del canal Rai Yoyo en Italia, aunque por rai.it (RaiPlay) se estrenó el primer episodio el 15 de febrero de 2020. A finales de año, la temporada se comenzó a emitir por Discovery Kids en América Latina, comenzando el 26 de octubre de 2020, la temporada finalizó Rai Yoyo en Italia el 14 de febrero de 2021, y en América Latina el 22 de diciembre de 2021. La temporada estrenó en España por Nickelodeon el 28 de diciembre de 2020, pero finalizó primero por Clan TV, donde se emitió entre el 13 de septiembre y el 24 de noviembre de 2021. En Francia estrenó por medio del canal Nickelodeon el 4 de febrero de 2021. Para finales del primer semestre del año 2022, no se han tenido acerca del futuro de la serie, pero tampoco ha sido cancelada.

## Episodios
| Temporada | Temporada | Episodios | Estreno en RaiPlay    | Estreno en RaiPlay   | Estreno en RaiYoyo      | Estreno en RaiYoyo    | Estreno en España       | Estreno en España       | Estreno en Latinoamérica | Estreno en Latinoamérica |
| Temporada | Temporada | Episodios | Estreno               | Final                | Estreno                 | Final                 | Estreno                 | Final                   | Estreno                  | Final                    |
| --------- | --------- | --------- | --------------------- | -------------------- | ----------------------- | --------------------- | ----------------------- | ----------------------- | ------------------------ | ------------------------ |
|           | 1         | 52        | 29 de octubre de 2018 | 17 de mayo de 2019   | 12 de noviembre de 2018 | 26 de mayo de 2019    | 18 de febrero de 2019   | 2 de agosto de 2019     | 18 de marzo de 2019      | 24 de diciembre de 2019  |
|           | 2         | 52        | 15 de febrero de 2020 | 7 de febrero de 2021 | 2 de marzo de 2020      | 14 de febrero de 2021 | 28 de diciembre de 2020 | 24 de noviembre de 2021 | 26 de octubre de 2020    | 22 de diciembre de 2021  |

### Temporada 1 (2018-2019)
| Serie | Temp. | Nombre                                | Estreno en RaiPlay      | Estreno en RaiYoyo      | Estreno en España     | Estreno en Latinoamérica |
| ----- | ----- | ------------------------------------- | ----------------------- | ----------------------- | --------------------- | ------------------------ |
| 1     | 1     | «Buffycats en una misión»             | 29 de octubre de 2018   | 12 de noviembre de 2018 | 18 de febrero de 2019 | 18 de marzo de 2019      |
| 2     | 2     | «Un cachorro para salvar»             | 29 de octubre de 2018   | 12 de noviembre de 2018 | 18 de febrero de 2019 | 18 de marzo de 2019      |
| 3     | 3     | «Cosmo, el gato astronauta»           | 29 de octubre de 2018   | 13 de noviembre de 2018 | 19 de febrero de 2019 | 19 de marzo de 2019      |
| 4     | 4     | «Trampas para gatos»                  | 6 de noviembre de 2018  | 13 de noviembre de 2018 | 19 de febrero de 2019 | 19 de marzo de 2019      |
| 5     | 5     | «Gaby, la gatita reportera»           | 6 de noviembre de 2018  | 14 de noviembre de 2018 | 21 de febrero de 2019 | 20 de marzo de 2019      |
| 6     | 6     | «Gas, el gato apestoso»               | 6 de noviembre de 2018  | 14 de noviembre de 2018 | 22 de febrero de 2019 | 20 de marzo de 2019      |
| 7     | 7     | «La receta secreta de la Abuela Pina» | 7 de noviembre de 2018  | 15 de noviembre de 2018 | 25 de febrero de 2019 | 21 de marzo de 2019      |
| 8     | 8     | «Neko, el gato de la suerte»          | 7 de noviembre de 2018  | 15 de noviembre de 2018 | 26 de febrero de 2019 | 22 de marzo de 2019      |
| 9     | 9     | «Un perro como amigo»                 | 8 de noviembre de 2018  | 16 de noviembre de 2018 | 27 de febrero de 2019 | 14 de mayo de 2019       |
| 10    | 10    | «Lampo y la carrera loca»             | 8 de noviembre de 2018  | 16 de noviembre de 2018 | 28 de febrero de 2019 | 26 de marzo de 2019      |
| 11    | 11    | «Fiebre de gato»                      | 9 de noviembre de 2018  | 17 de noviembre de 2018 | 1 de marzo de 2019    | 15 de mayo de 2019       |
| 12    | 12    | «El concurso de baile»                | 9 de noviembre de 2018  | 17 de noviembre de 2018 | 4 de marzo de 2019    | 16 de mayo de 2019       |
| 13    | 13    | «Milady y el maestro Cat-fu»          | 10 de noviembre de 2018 | 18 de noviembre de 2018 | 5 de marzo de 2019    | 29 de marzo de 2019      |
| 14    | 14    | «El circo de Milky y Choc»            | 15 de noviembre de 2018 | 18 de noviembre de 2018 | 6 de marzo de 2019    | 17 de mayo de 2019       |
| 15    | 15    | «Misión "Cuidador de perros"»         | 15 de noviembre de 2018 | 19 de noviembre de 2018 | 7 de marzo de 2019    | 20 de mayo de 2019       |
| 16    | 16    | «El movimiento secreto de Meatball»   | 15 de noviembre de 2018 | 19 de noviembre de 2018 | 8 de marzo de 2019    | 28 de marzo de 2019      |
| 17    | 17    | «Misión submarina»                    | 15 de noviembre de 2018 | 20 de noviembre de 2018 | 11 de marzo de 2019   | 21 de mayo de 2019       |
| 18    | 18    | «Piperita, la gata chef»              | 15 de noviembre de 2018 | 20 de noviembre de 2018 | 12 de marzo de 2019   | 22 de mayo de 2019       |
| 19    | 19    | «Snobine, la gata esnob»              | 15 de noviembre de 2018 | 21 de noviembre de 2018 | 13 de marzo de 2019   | 23 de mayo de 2019       |
| 20    | 20    | «Cuatro gatos y un camello»           | 15 de noviembre de 2018 | 21 de noviembre de 2018 | 14 de marzo de 2019   | 24 de mayo de 2019       |
| 21    | 21    | «Detective Pilou»                     | 15 de noviembre de 2018 | 22 de noviembre de 2018 | 15 de marzo de 2019   | 25 de marzo de 2019      |
| 22    | 22    | «Un juego para los Buffycats»         | 15 de noviembre de 2018 | 22 de noviembre de 2018 | 18 de marzo de 2019   | 28 de marzo de 2019      |
| 23    | 23    | «El gato superhéroe»                  | 15 de noviembre de 2018 | 23 de noviembre de 2018 | 19 de marzo de 2019   | 27 de mayo de 2019       |
| 24    | 24    | «Lampo en las Buffyolimpiadas»        | 15 de noviembre de 2018 | 23 de noviembre de 2018 | 20 de marzo de 2019   | 27 de marzo de 2019      |
| 25    | 25    | «Ambrogio, el gato con estilo»        | 16 de noviembre de 2018 | 24 de noviembre de 2018 | 21 de marzo de 2019   | 28 de mayo de 2019       |
| 26    | 26    | «El amigo nuevo de Pilou»             | 16 de noviembre de 2018 | 24 de noviembre de 2018 | 22 de marzo de 2019   | 29 de mayo de 2019       |
| 27    | 27    | «Gatos de negro»                      | 14 de febrero de 2019   | 25 de febrero de 2019   | 1 de julio de 2019    | 4 de noviembre de 2019   |
| 28    | 28    | «El arte de Lapalette»                | 14 de febrero de 2019   | 25 de febrero de 2019   | 1 de julio de 2019    | 4 de noviembre de 2019   |
| 29    | 29    | «Gatos asustados»                     | 14 de febrero de 2019   | 26 de febrero de 2019   | 2 de julio de 2019    | 5 de noviembre de 2019   |
| 30    | 30    | «Misión en el ático»                  | 18 de febrero de 2019   | 26 de febrero de 2019   | 3 de julio de 2019    | 5 de noviembre de 2019   |
| 31    | 31    | «El gato volador»                     | 19 de febrero de 2019   | 27 de febrero de 2019   | 4 de julio de 2019    | 6 de noviembre de 2019   |
| 32    | 32    | «El tesoro de Tutangatón»             | 19 de febrero de 2019   | 27 de febrero de 2019   | 5 de julio de 2019    | 6 de noviembre de 2019   |
| 33    | 33    | «El gran rescate de Robin»            | 19 de febrero de 2019   | 28 de febrero de 2019   | 8 de julio de 2019    | 7 de noviembre de 2019   |
| 34    | 34    | «Que gane el mejor gato»              | 19 de febrero de 2019   | 28 de febrero de 2019   | 9 de julio de 2019    | 7 de noviembre de 2019   |
| 35    | 35    | «Gatos de la jungla»                  | 20 de febrero de 2019   | 1 de marzo de 2019      | 10 de julio de 2019   | 8 de noviembre de 2019   |
| 36    | 36    | «El gato policía en acción»           | 20 de febrero de 2019   | 1 de marzo de 2019      | 11 de julio de 2019   | 8 de noviembre de 2019   |
| 37    | 37    | «Sir Archibald, el caballero»         | 21 de febrero de 2019   | 2 de marzo de 2019      | 12 de julio de 2019   | 11 de noviembre de 2019  |
| 38    | 38    | «La persecución en scooter»           | 21 de febrero de 2019   | 2 de marzo de 2019      | 15 de julio de 2019   | 12 de noviembre de 2019  |
| 39    | 39    | «El gatobol»                          | 22 de febrero de 2019   | 3 de marzo de 2019      | 16 de julio de 2019   | 13 de noviembre de 2019  |
| 40    | 40    | «Pilousaurus Rex»                     | 11 de mayo de 2019      | 20 de mayo de 2019      | 17 de julio de 2019   | 14 de noviembre de 2019  |
| 41    | 41    | «El juego del reciclaje»              | 13 de mayo de 2019      | 21 de mayo de 2019      | 18 de julio de 2019   | 15 de noviembre de 2019  |
| 42    | 42    | «El ayudante de Santa»                | 13 de mayo de 2019      | 21 de mayo de 2019      | 19 de julio de 2019   | 24 de diciembre de 2019  |
| 43    | 43    | «El día de suerte de Meatball»        | 14 de mayo de 2019      | 22 de mayo de 2019      | 22 de julio de 2019   | 18 de noviembre de 2019  |
| 44    | 44    | «Juntos por el helado»                | 14 de mayo de 2019      | 22 de mayo de 2019      | 23 de julio de 2019   | 19 de noviembre de 2019  |
| 45    | 45    | «Historias en la fogata»              | 14 de mayo de 2019      | 23 de mayo de 2019      | 24 de julio de 2019   | 20 de noviembre de 2019  |
| 46    | 46    | «El rock de las Patitas Rosas»        | 14 de mayo de 2019      | 23 de mayo de 2019      | 25 de julio de 2019   | 21 de noviembre de 2019  |
| 47    | 47    | «Meatball, el sonámbulo»              | 15 de mayo de 2019      | 24 de mayo de 2019      | 26 de julio de 2019   | 22 de noviembre de 2019  |
| 48    | 48    | «Bongo al escenario»                  | 15 de mayo de 2019      | 24 de mayo de 2019      | 29 de julio de 2019   | 26 de noviembre de 2019  |
| 49    | 49    | «Granjeros por un día»                | 16 de mayo de 2019      | 25 de mayo de 2019      | 30 de julio de 2019   | 27 de noviembre de 2019  |
| 50    | 50    | «El desafío del rodillo»              | 16 de mayo de 2019      | 25 de mayo de 2019      | 31 de julio de 2019   | 28 de noviembre de 2019  |
| 51    | 51    | «Pilou cuida gatitos»                 | 17 de mayo de 2019      | 26 de mayo de 2019      | 1 de agosto de 2019   | 29 de noviembre de 2019  |
| 52    | 52    | «44 gatos, el musical»                | 17 de mayo de 2019      | 26 de mayo de 2019      | 2 de agosto de 2019   | 2 de diciembre de 2019   |

### Temporada 2 (2020-2021)
| Serie | Temp. | Nombre                                | Estreno en RaiPlay    | Estreno en RaiYoyo     | Estreno en España       | Estreno en Latinoamérica                                                 |
| ----- | ----- | ------------------------------------- | --------------------- | ---------------------- | ----------------------- | ------------------------------------------------------------------------ |
| 53    | 1     | «Una miautástica obra de arte»        | 15 de febrero de 2020 | 2 de marzo de 2020     | 28 de diciembre de 2020 | 26 de octubre de 2020                                                    |
| 54    | 2     | «El verdadero talento de Peppy»       | 1 de marzo de 2020    | 2 de marzo de 2020     | 29 de diciembre de 2020 | 26 de octubre de 2020                                                    |
| 55    | 3     | «Terry, el gato bombero»              | 1 de marzo de 2020    | 3 de marzo de 2020     | 30 de diciembre de 2020 | 27 de octubre de 2020                                                    |
| 56    | 4     | «Una chica muy especial»              | 1 de marzo de 2020    | 3 de marzo de 2020     | 31 de diciembre de 2020 | 27 de octubre de 2020                                                    |
| 57    | 5     | «El misterio del gato fantasma»       | 1 de marzo de 2020    | 4 de marzo de 2020     | 1 de enero de 2021      | 28 de octubre de 2020                                                    |
| 58    | 6     | «La búsqueda del tesoro»              | 1 de marzo de 2020    | 4 de marzo de 2020     | 4 de enero de 2021      | 28 de octubre de 2020                                                    |
| 59    | 7     | «Sir Lamp, el gran golfista»          | 1 de marzo de 2020    | 5 de marzo de 2020     | 5 de enero de 2021      | 29 de octubre de 2020                                                    |
| 60    | 8     | «El diente de Pilou»                  | 1 de marzo de 2020    | 5 de marzo de 2020     | 6 de enero de 2021      | 30 de octubre de 2020                                                    |
| 61    | 9     | «Scribbly, el gato vagabundo»         | 1 de marzo de 2020    | 6 de marzo de 2020     | 7 de enero de 2021      | 2 de noviembre de 2020                                                   |
| 62    | 10    | «La gran carrera»                     | 1 de marzo de 2020    | 6 de marzo de 2020     | 8 de enero de 2021      | 3 de noviembre de 2020                                                   |
| 63    | 11    | «El mundo al revés»                   | 1 de marzo de 2020    | 7 de marzo de 2020     | 11 de enero de 2021     | 4 de noviembre de 2020                                                   |
| 64    | 12    | «El juego de encontrar colores»       | 1 de marzo de 2020    | 7 de marzo de 2020     | 12 de enero de 2021     | 5 de noviembre de 2020                                                   |
| 65    | 13    | «Sushi, la cachorra trotamundos»      | 1 de marzo de 2020    | 8 de marzo de 2020     | 13 de enero de 2021     | 6 de noviembre de 2020                                                   |
| 66    | 14    | «El desafío del mejor perro»          | 17 de junio de 2020   | 29 de junio de 2020    | 14 de enero de 2021     | 11 de enero de 2021                                                      |
| 67    | 15    | «Un día lluvioso»                     | 17 de junio de 2020   | 29 de junio de 2020    | 15 de enero de 2021     | 11 de enero de 2021                                                      |
| 68    | 16    | «AIDA, la gata robot»                 | 17 de junio de 2020   | 30 de junio de 2020    | 18 de enero de 2021     | 12 de enero de 2021                                                      |
| 69    | 17    | «Meatball, el gato repartidor»        | 17 de junio de 2020   | 30 de junio de 2020    | 19 de enero de 2021     | 12 de enero de 2021                                                      |
| 70    | 18    | «El juego de balón gato»              | 17 de junio de 2020   | 1 de julio de 2020     | 20 de enero de 2021     | 13 de enero de 2021                                                      |
| 71    | 19    | «El viaje con el tío Greg»            | 17 de junio de 2020   | 1 de julio de 2020     | 21 de enero de 2021     | 13 de enero de 2021                                                      |
| 72    | 20    | «Un puñado de bocadillos»             | 17 de junio de 2020   | 2 de julio de 2020     | 22 de enero de 2021     | 14 de enero de 2021                                                      |
| 73    | 21    | «El tesoro de Barbagato»              | 17 de junio de 2020   | 2 de julio de 2020     | 25 de enero de 2021     | 15 de enero de 2021                                                      |
| 74    | 22    | «Ratones en fuga»                     | 17 de junio de 2020   | 3 de julio de 2020     | 26 de enero de 2021     | 18 de enero de 2021                                                      |
| 75    | 23    | «Mara, la hipopótama»                 | 17 de junio de 2020   | 3 de julio de 2020     | 27 de enero de 2021     | 19 de enero de 2021                                                      |
| 76    | 24    | «El monstruo de noche de brujas»      | 17 de junio de 2020   | 4 de julio de 2020     | 28 de enero de 2021     | 20 de enero de 2021                                                      |
| 77    | 25    | «El cumpleaños de la Abuela Pina»     | 17 de junio de 2020   | 4 de julio de 2020     | 29 de enero de 2021     | 21 de enero de 2021                                                      |
| 78    | 26    | «El espectáculo de cat-fu»            | 17 de junio de 2020   | 18 de julio de 2020    | 29 de enero de 2021     | 22 de enero de 2021                                                      |
| 79    | 27    | «El buffytrompo»                      | 19 de octubre de 2020 | 26 de octubre de 2020  | 21 de junio de 2021     | 7 de junio de 2021                                                       |
| 80    | 28    | «Tres gatos y una gatita»             | 19 de octubre de 2020 | 26 de octubre de 2020  | 22 de junio de 2021     | 8 de junio de 2021                                                       |
| 81    | 29    | «Charlie, el gato presentador»        | 19 de octubre de 2020 | 27 de octubre de 2020  | 23 de junio de 2021     | 9 de junio de 2021                                                       |
| 82    | 30    | «El concurso de cometas»              | 19 de octubre de 2020 | 27 de octubre de 2020  | 24 de junio de 2021     | 10 de junio de 2021                                                      |
| 83    | 31    | «Misión apestosa»                     | 19 de octubre de 2020 | 28 de octubre de 2020  | 25 de junio de 2021     | 11 de junio de 2021                                                      |
| 84    | 32    | «Gatástrofe de Navidad»               | 19 de octubre de 2020 | 28 de octubre de 2020  | 28 de junio de 2021     | 22 de diciembre de 2021                                                  |
| 85    | 33    | «Blondie, la gata espía»              | 19 de octubre de 2020 | 29 de octubre de 2020  | 29 de junio de 2021     | 9 de agosto de 2021                                                      |
| 86    | 34    | «Salvajes y valientes»                | 19 de octubre de 2020 | 29 de octubre de 2020  | 30 de junio de 2021     | 10 de agosto de 2021                                                     |
| 87    | 35    | «Las Buffyolimpiadas de Invierno»     | 19 de octubre de 2020 | 30 de octubre de 2020  | 1 de julio de 2021      | 11 de agosto de 2021                                                     |
| 88    | 36    | «Limpieza submarina»                  | 19 de octubre de 2020 | 30 de octubre de 2020  | 2 de julio de 2021      | 12 de agosto de 2021                                                     |
| 89    | 37    | «Un bocadillo en la granja»           | 19 de octubre de 2020 | 31 de octubre de 2020  | 5 de julio de 2021      | 13 de agosto de 2021                                                     |
| 90    | 38    | «El rescate espacial»                 | 19 de octubre de 2020 | 31 de octubre de 2020  | 6 de julio de 2021      | 16 de agosto de 2021                                                     |
| 91    | 39    | «El muro antigatos de Winston»        | 19 de octubre de 2020 | 1 de noviembre de 2020 | 7 de julio de 2021      | 17 de agosto de 2021                                                     |
| 92    | 40    | «Terry y Cop, los gatos policía»      | 7 de febrero de 2021  | 8 de febrero de 2021   | 16 de noviembre de 2021 | 18 de agosto de 2021                                                     |
| 93    | 41    | «El juego de Pascua»                  | 7 de febrero de 2021  | 8 de febrero de 2021   | 17 de noviembre de 2021 | 19 de agosto de 2021                                                     |
| 94    | 42    | «La fiesta sorpresa para Isotta»      | 7 de febrero de 2021  | 9 de febrero de 2021   | 17 de noviembre de 2021 | 20 de agosto de 2021                                                     |
| 95    | 43    | «El buffypatinaje»                    | 7 de febrero de 2021  | 9 de febrero de 2021   | 18 de noviembre de 2021 | 4 de octubre de 2021 (México)1 de noviembre de 2021 (Panregional y Sur)  |
| 96    | 44    | «Una súper misión»                    | 7 de febrero de 2021  | 10 de febrero de 2021  | 18 de noviembre de 2021 | 4 de octubre de 2021 (México)2 de noviembre de 2021 (Panregional y Sur)  |
| 97    | 45    | «El caso del ingrediente secreto»     | 7 de febrero de 2021  | 10 de febrero de 2021  | 19 de noviembre de 2021 | 5 de octubre de 2021 (México)3 de noviembre de 2021 (Panregional y Sur)  |
| 98    | 46    | «Ratones sobre ruedas»                | 7 de febrero de 2021  | 11 de febrero de 2021  | 19 de noviembre de 2021 | 5 de octubre de 2021 (México)4 de noviembre de 2021 (Panregional y Sur)  |
| 99    | 47    | «Lampo, el gato con botas»            | 7 de febrero de 2021  | 11 de febrero de 2021  | 22 de noviembre de 2021 | 6 de octubre de 2021 (México)5 de noviembre de 2021 (Panregional y Sur)  |
| 100   | 48    | «El tren fantasma»                    | 7 de febrero de 2021  | 12 de febrero de 2021  | 22 de noviembre de 2021 | 6 de octubre de 2021 (México)8 de noviembre de 2021 (Panregional y Sur)  |
| 101   | 49    | «Regreso al increíble mundo al revés» | 7 de febrero de 2021  | 12 de febrero de 2021  | 23 de noviembre de 2021 | 7 de octubre de 2021 (México)9 de noviembre de 2021 (Panregional y Sur)  |
| 102   | 50    | «Choo Choo, el burrito»               | 7 de febrero de 2021  | 13 de febrero de 2021  | 23 de noviembre de 2021 | 7 de octubre de 2021 (México)10 de noviembre de 2021 (Panregional y Sur) |
| 103   | 51    | «El concurso del aro de hula»         | 7 de febrero de 2021  | 14 de febrero de 2021  | 24 de noviembre de 2021 | 8 de octubre de 2021 (México)11 de noviembre de 2021 (Panregional y Sur) |
| 104   | 52    | «La hamburguesa más grande del mundo» | 7 de febrero de 2021  | 14 de febrero de 2021  | 24 de noviembre de 2021 | 8 de octubre de 2021 (México)12 de noviembre de 2021 (Panregional y Sur) |